# Bucur LF
Tramvaiul Bucur LF (prescurtare de la Low Floor, în română „Bucur cu Podea Joasă”), fabricat la URAC în 2007, este primul tramvai din România cu podea joasă (~65%). Acesta aducea de asemenea o mulțime de îmbunătățiri față de tramvaiele existente la acea dată, atât în privința designului propriu, cât și la partea tehnică, fiind echipat cu motoare asincrone acționate în curent alternativ, alimentate de către o sursă de curent tip invertor trifazat. Acest sistem de tracțiune permite recuperarea a cca. 30% din energia de frânare. Este echipat cu patru sisteme de frânare independente: frână electrodinamică, recuperativă și/sau reostatică, frână electrohidraulică activă (disc/etrier) pe roțile nemotoare, frână electrohidraulică pasivă (disc/etrier, cu resort) pe osiile motoare și frână cu patină la șină.
Permite accesul persoanelor cu dizabilități locomotorii, având la ușa a treia o rampă acționată manual. Cei 14 m de podea joasă (~360 mm de la nivelul superior al șinei în zona treptelor de acces din dreptul celor 4 uși, care au deschiderea liberă de 1300 mm) asigură un transfer rapid al călătorilor în stații, iar zonele de podea înaltă au și avantajul că oferă călătorilor peisajul integral de-a lungul traseului, mai ales în cazul în care călătoria acestora se desfășoară pe parcursul unui număr mare de stații.
STB operează 16 tramvaie de acest tip, urmând ca în anul 2023 să intre în exploatare și cel de al 17-lea tramvai de acest tip.